# Stazione di Kugayama
La stazione di Kugayama (久我山駅?, Kugayama-eki) è una stazione ferroviaria di Tokyo, situata nel quartiere di Suginami. Essa serve la Inokashira della Keiō Corporation.

## Linee
- Keiō Corporation
  - ● Linea Keiō Inokashira

## Struttura
La stazione è dotata di 2 binari con un marciapiede a isola centrale. Il fabbricato viaggiatori è sopraelevato, com binari a livello del terreno, e ospita un panificio, una libreria e un ristorante italiano.
| 1-2 | ■ Linea Inokashira | per stazione di Kichijōji                          |
| 3-4 | ■ Linea Inokashira | per Eifukuchō, Meidaimae, Shimo-Kitazawa e Shibuya |

## Stazioni adiacenti
| «                | Servizio         | »                |
| Linea Inokashira | Linea Inokashira | Linea Inokashira |
| ---------------- | ---------------- | ---------------- |
| Fujimigaoka      | Locale           | Mitakadai        |
| Eifukuchō        | Espresso         | Kichijōji        |